# Лукашино (Минская область)
Лу́кашино (бел. Лу́кашына) — деревня в составе Добринёвского сельсовета Дзержинского района Минской области Беларуси. Деревня расположена в 27 километрах от Дзержинска, 37 километрах от Минска и 19 километрах от железнодорожной станции Койданово. Расположена правом берегу реки Рапусса.

## Название
Топоним Лукашино и схожие с ним Лу́кавцы (бел. Лукаўцы), Лукаше́вичи (бел. Лукашэвічы), Лукашёво (бел. Лукашова), Лукаши́ (бел. Лукашы) являются названиями производными от фамилий Лукавец, Лукашёв, Лукаш, Лукашевич.

## История
Известна с середины XVIII века, как деревня в Минском повете Минского воеводства Великого княжества Литовского, владение Радзивиллов. 
После второго раздела Речи Посполитой в 1793 году, в составе Российской империи. В 1800 году деревни Большой Лукашин (5 дворов, 28 жителей), Малый Лукашин (9 дворов, 37 жителей), собственность князя Доминика Радивила, в Минском уезде. В конце XIX век—начале XX века деревня находилась в составе Самохваловичской волости Минского уезда Минской губернии. В 1897 году, по данным первой всероссийской переписи в деревне — 19 дворов, 132 жителя. В 1917 году — 21 двор, 138 жителей. 
С 9 марта 1918 года в составе провозглашённой Белорусской Народной Республики, однако фактически находилась под контролем германской военной администрации. С 1 января 1919 года в составе Советской Социалистической Республики Белоруссия, а с 27 февраля того же года в составе Литовско-Белорусской ССР, летом 1919 года деревня была занята польскими войсками, после подписания рижского мира — в составе Белорусской ССР.
С 20 августа 1924 года в составе Рубилковского сельсовета (который с 23 марта 1932 года по 14 мая 1936 года являлся национальным польским сельсоветом)  Самохваловичского района, с 18 января 1931 года в составе Койдановского района Минского округа. 15 марта 1932 года Койдановский район преобразован в Койдановский польский национальный район, который 26 июня был переименован в Дзержинский.  31 июля 1937 года Дзержинский национальный полрайон был упразднён, Лукашино перешла в состав Минского района Минского округа, с 20 февраля 1938 года — в составе Минской области. 4 февраля 1939 года Дзержинский район был восстановлен. В 1926 году, по данным первой всесоюзной переписи — застенки Лукашино-1 (23 двора, 125 жителя), Лукашино-2 (3 двора, 21 житель), Лукашино-3 (2 двора, 14 жителей), Лукашино-4 (3 двора, 18 жителей). В 1933 году был организован колхоз им. I-го съезда колхозников-ударников, действовала кузница, шорная и механическая мастерские. Колхоз обслуживался Дзержинской МТС.
В Великую Отечественную войну с 28 июня 1941 года до 6 июля 1944 года под немецко-фашистской оккупацией, во время войны на фронте погибли 5 жителей деревни. 
В 1960 году — 52 жителя, в 1991 году — 19 хозяйств, 138 жителей; входила в колхоз «Коминтерн». По состоянию на 2009 год в составе ОАО «Правда-Агро» (центр — д. Боровики). 28 мая 2013 года деревня была передана из состава упразднённого Рубилковского сельсовета в Добринёвский сельсовет.

## Население
| Численность населения (по годам) | Численность населения (по годам) | Численность населения (по годам) | Численность населения (по годам) | Численность населения (по годам) | Численность населения (по годам) | Численность населения (по годам) | Численность населения (по годам) |
| 1897                             | 1909                             | 1917                             | 1926                             | 1960                             | 1999                             | 2004                             | 2009                             |
| -------------------------------- | -------------------------------- | -------------------------------- | -------------------------------- | -------------------------------- | -------------------------------- | -------------------------------- | -------------------------------- |
| 65                               | ↗98                              | ↗138                             | ↗178                             | ↘52                              | ↘30                              | ↘28                              | ↘21                              |
| 2017                             | 2018                             | 2020                             | 2022                             |                                  |                                  |                                  |                                  |
| ↘12                              | ↘10                              | ↘9                               | ↘8                               |                                  |                                  |                                  |                                  |